# Letlhakane
Letlhakane este un sat în Botswana.